# 查尼亚西略

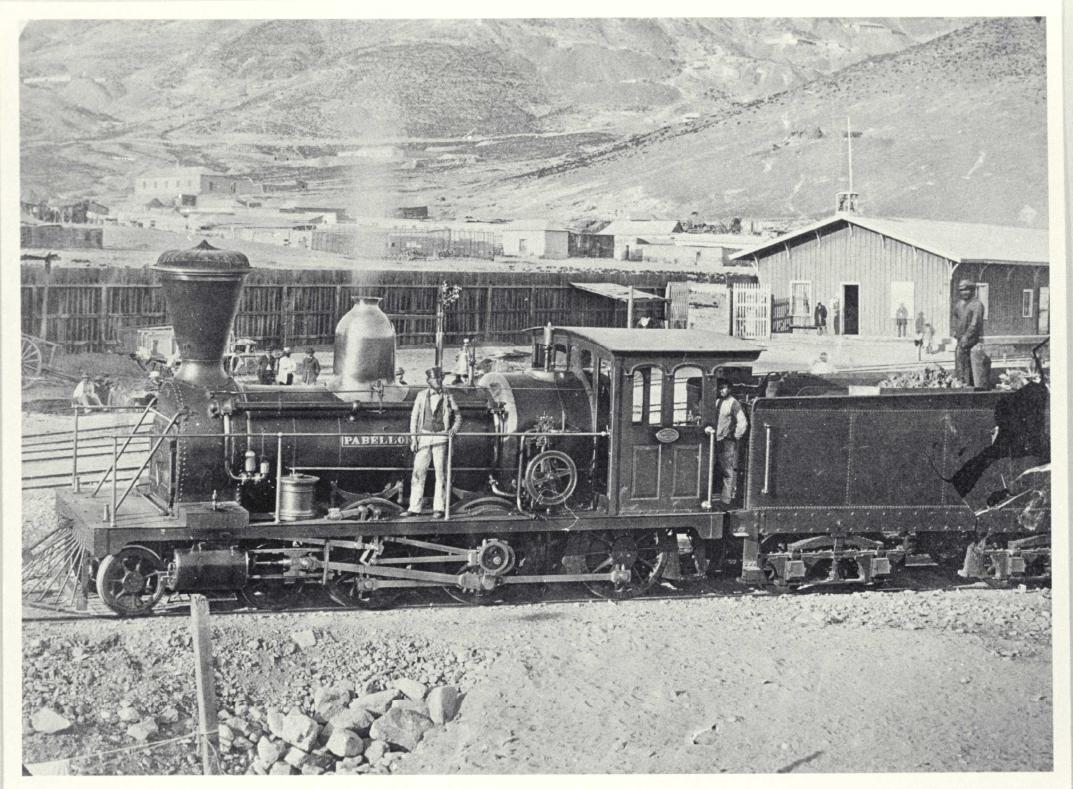

查尼亚西略（西班牙語：Chañarcillo）是智利的城鎮，位於該國北部，由阿塔卡馬大區的科皮亞波省負責管轄，距離首府科皮亞波75公里，該鎮附近的銀礦在1832年5月16日發現。